# 极化 (电化学)
在电化学中，极化是一个描述某些机械副作用（在电化学反应中）的通用名称。这些副作用在电极和电解液界面上产生隔离性阻碍，从而影响反应机制以及腐蚀和金属沉积的化学动力学。
上述机械副作用包括：
- 活化极化：气体以及其他非反应物在电极与电解质界面上的积累。
- 浓差极化：因电解质反应物消耗不等而在边界层造成的浓度梯度。

这两种副作用将电极与电解质隔离，妨碍两者之间的反应以及电荷交换。造成的即刻后果:
- 还原电势降低，反应速率降低并可能停止。
- 电流转变为热量，而不是所希望的化学功。
- 基于欧姆定律，要么電動勢下降，电流增加，要么相反。
- 电化学电池的自放电增长。

每个即刻后果都具有多重次级效应。例如，热量会影响电极材料的晶体结构。这反过来会影响反应速度，加速枝晶的形成，板块变形，以及沉淀物熱失控。